# La Magdalena Tlatlauquitepec
La Magdalena Tlatlauquitepec är en kommun i Mexiko.   Den ligger i delstaten Puebla, i den sydöstra delen av landet, 130 km sydost om huvudstaden Mexico City.